# 斯德哥尔摩通勤铁路
斯德哥尔摩通勤铁路（瑞典語：Stockholms pendeltåg）是线路主要位于瑞典斯德哥尔摩省的通勤铁路网络，为斯德哥尔摩的公共交通网络中的重要组成部分。斯德哥尔摩交通公司 (SL)所有，港铁公司自2016年12月获得运营权。

## 歷史

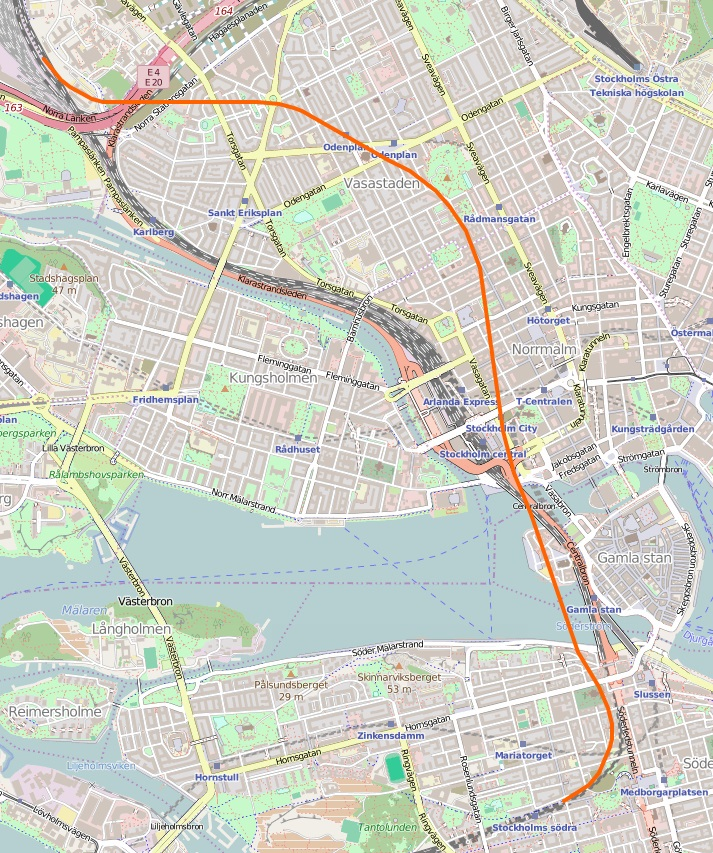
斯德哥爾摩城市鐵路隧道 (橘線)

在十九世纪末期，區域铁路已经在斯德哥尔摩周围的干线铁路上运行。一開始，區域铁路是瑞典国家铁路（SJ）的一部分。但在1968年，这些服务移交给了斯德哥尔摩省並将其与斯德哥尔摩运输的票务系统合并，由SL營運。這個系統最初被命名為SLförortståg（郊區鐵路），但后来被改为SLlokaltåg（本地通勤火车）。之後，斯德哥尔摩省對对车站进行了现代化改造並購入了新的電車使其更具有地鐵的特色。
1968年時系統僅有一條路線，從梅拉倫線孔森恩站經斯德哥爾摩中央車站轉入瑞典西部幹線鐵路抵達南泰利耶港口站，1969年增加一條經瑞典东海岸铁路到迈什塔站的路線，1975年增加經由尼奈斯線到尼奈斯港站的路線。1980、90年代斯德哥爾摩周圍的鐵路進行了重大改進，單線路段升級為複線，部分甚至升級為四線，使通勤列車的運行不受其他鐵路服務的干擾，服務頻率逐漸增加。
2001年梅拉倫線孔森恩站 - 巴爾斯塔站納入通勤铁路服務。2012年開始運行至东海岸铁路烏普薩拉中央車站，並經過阿蘭達中央車站，服務斯德哥爾摩阿蘭達機場，從斯德哥尔摩通到機場約38分鐘。
2017年7月10日斯德哥爾摩城市鐵路隧道投入服務，將通勤铁路與長途列車分開到不同的軌道上，緩解鐵路系統的擁堵問題，允許通勤铁路安排更頻繁的服務，斯德哥爾摩中央車站的通勤列車服務改由斯德哥爾摩城市站提供。同年斯德哥尔摩通勤铁路更改路線標號。
自2000年以來通勤鐵路的運營承包給私營公司，2000~2006年由法國凯奥雷斯子公司運營，2006~2016年由瑞典國家鐵路子公司營運，2016年營運權由港鐵公司取得，但受當地營運人員短缺及維修問題影響，提前在2024年3月2日結束營運，並移交予新營運商。

## 路線
42X與43X為快線，不停靠部分車站。平日每則路線列車約15分鐘一班。在高峰時段，多數車站的平均班距為7.5分鐘，在市中心部分4.5分鐘一班。
| 路線     | 主要車站                                                                 | 旅程時間    | 長度 | 車站數  |
| -------- | ------------------------------------------------------------------------ | ----------- | ---- | ------- |
| 40       | 烏普薩拉中央車站 – 阿蘭達中央車站 –斯德哥爾摩城市站 – 南泰利耶中央火車站 | 1:41        |      | 25      |
| 41       | 迈什塔站 – 斯德哥爾摩城市站 – 南泰利耶中央火車站                         | 1:24        | 74   | 24      |
| 42X      | 迈什塔站 – 斯德哥爾摩城市站 – 尼奈斯港站的                               | 1:27        |      | 21      |
| 43       | 巴爾斯塔站 – 斯德哥爾摩城市站 – 尼奈斯港站的                             | 1:45        | 105  | 29      |
| 43X      | 卡爾海爾站 – 斯德哥爾摩城市站 – 尼奈斯港站的                             | 1:22        |      | 21      |
| 44       | (布羅站 –) 卡爾海爾站 – 斯德哥爾摩城市站 – 通巴站                        | 0:52 (1:01) |      | 15 (17) |
| 48       | 南泰利耶中央火車站 – 格內斯塔站                                          | 0:24        | 30   | 6       |
| 全部路線 | 全部路線                                                                 | 全部路線    | 241  | 54      |

## 車站
通勤铁路有53個站點，其中4個在斯德哥爾摩省的邊界之外。8個車站可以與區域和長途列車換乘，3個與斯德哥爾摩電車換乘，4個與斯德哥爾摩地鐵換乘。大多數車站都採用類似的風格，在地面上，有一個島式月台，有一個或兩個出口、剪票口和一個配備人員的售票處，一些換乘站有多個站台。車站標有符號，代表瑞典語的「火車站」 (järnvägsstation)。

## 車種

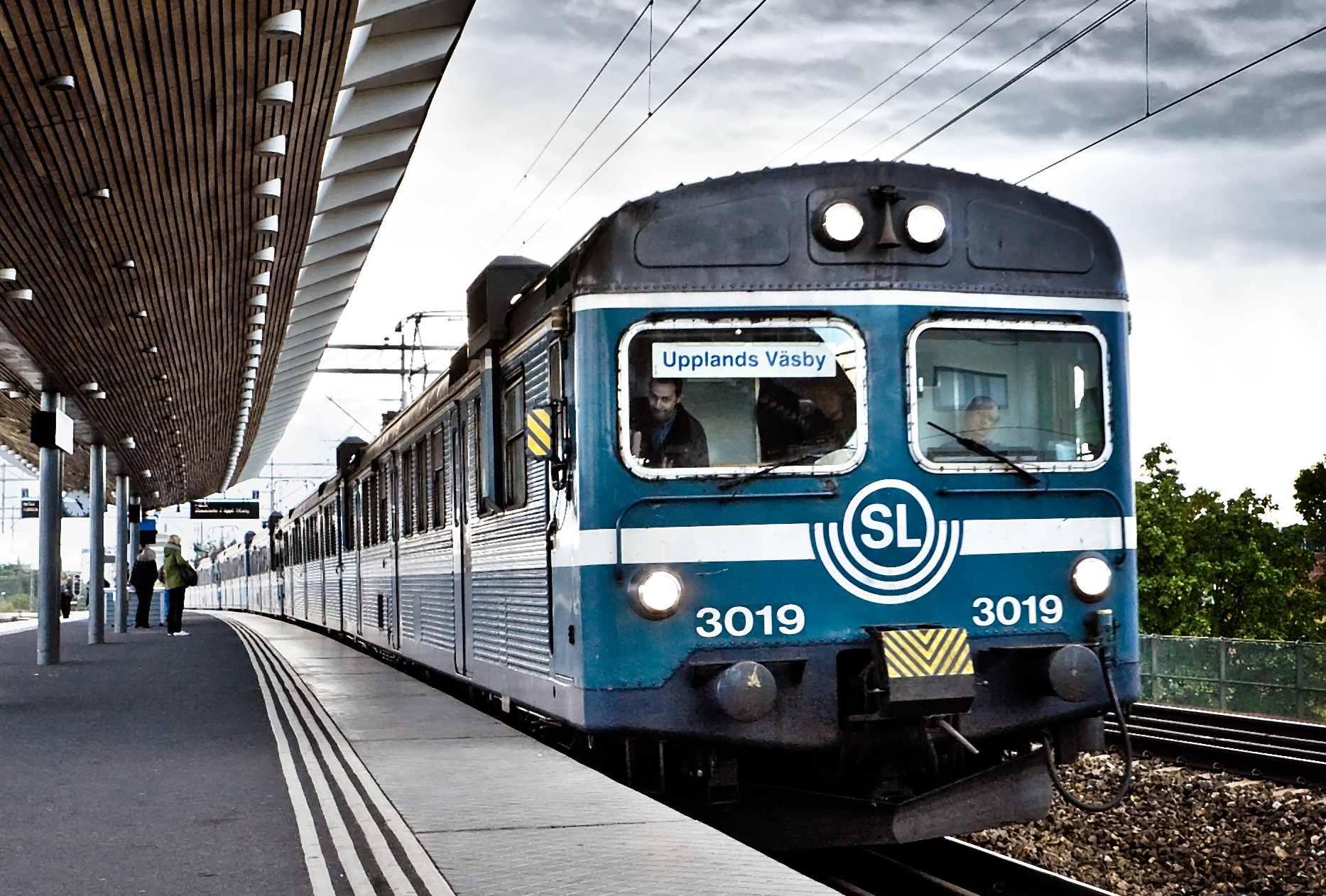
SL X1型
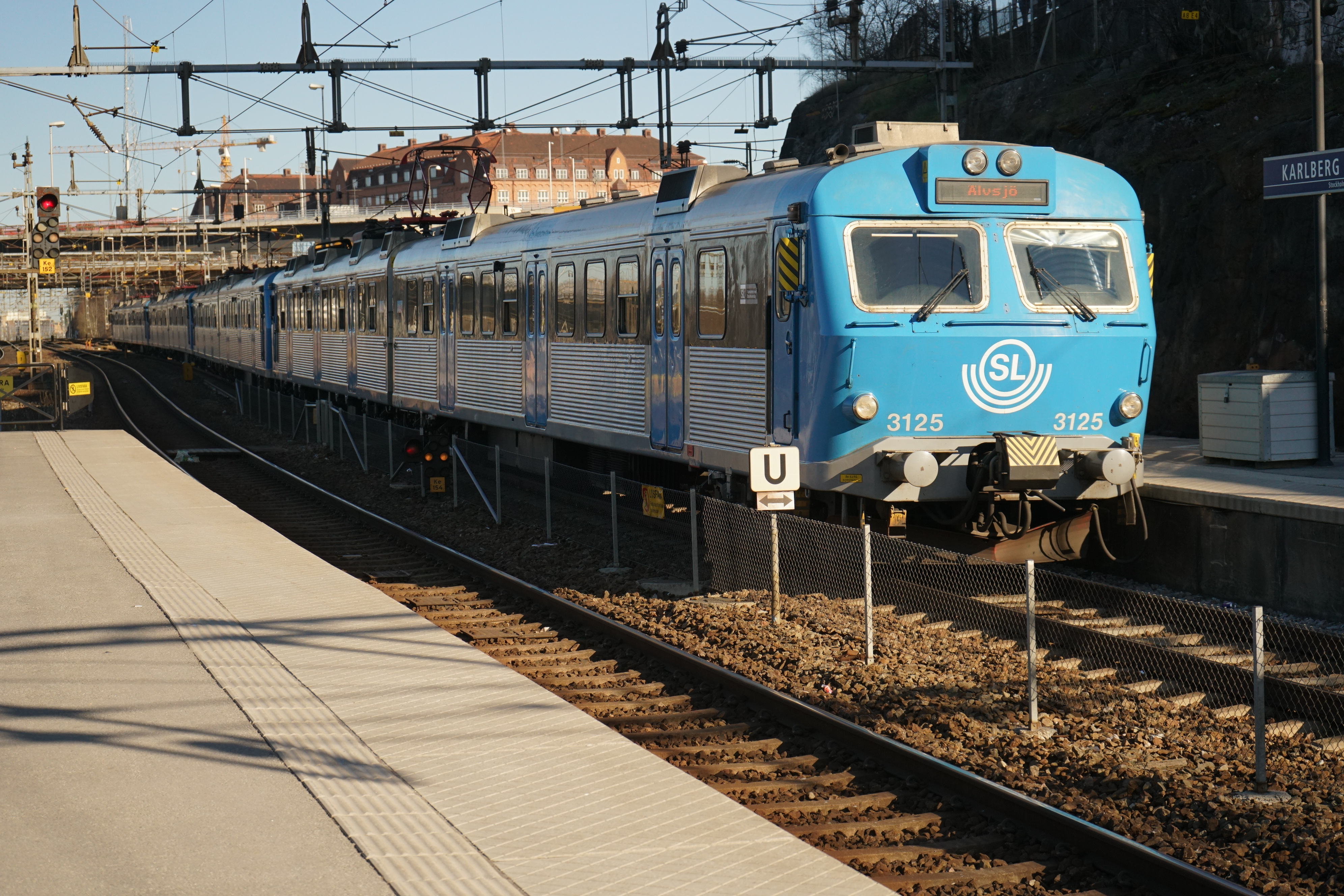
SL X10型
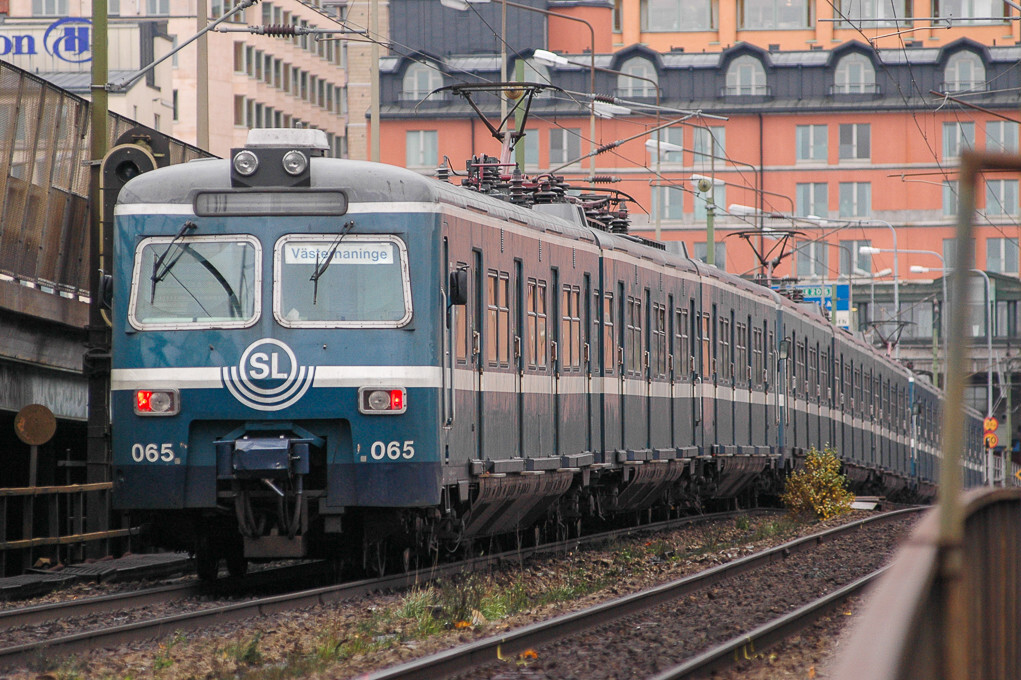
X420型

### 除役車輛
1968年SL開始營運斯德哥尔摩通勤铁路，使用SL X1型電聯車營運。X1以瑞典國鐵X6型電聯車為原型，由瑞典通用电气公司製造，兩節車廂為一單元，每個單元由一輛動車和一輛拖車組成，最多5組重聯為10編組列車使用，共製造104組，每組載客量296人，最高速度120km/h，內飾仿效斯德哥爾摩地鐵，使用到2011年才停止使用。1983年SL開始使用SL X10型電聯車，X10由瑞典通用电气公司製造，編成方式與X1相同，可以與X1混編，共製造101組，最高速度140km/h。1990年代在X10的基礎上又製造X11、X12、X14用於瑞典其他地區的通勤、區域鐵路，另外挪威国家铁路曾在1990年代夏季租X10列車，用於弗洛姆線的觀光列車。X10使用至2017年，由於斯德哥爾摩城市鐵路隧道開通，X10因無法在隧道內車站使用而除役，其中9輛賣給私營鐵路商。
2000年代初期斯德哥尔摩通勤铁路租用一些車輛作為補充列車，在2001~2002年間租用X20、X23電聯車，X20~23電聯車最初由瑞典私營鐵路公司擁有，國有化後歸SJ，2001~2002年間SL租用一組4編組X20和一組3編組X23重聯使用。2002~2005年間租用慕尼黑城市快铁15組DB420型電聯車，3組重聯為9編組列車使用，編予型號X420。列車2001年抵達瑞典，由於對列車進行改善，以及SL與德国铁路 (DB)的談判，直到2003年1月投入使用，並重新塗上SL的深藍、白色塗裝。2005年SL X60型電聯車交付後，SL將X420汰除，DB隨即將這些列車報廢。

### 現役車輛

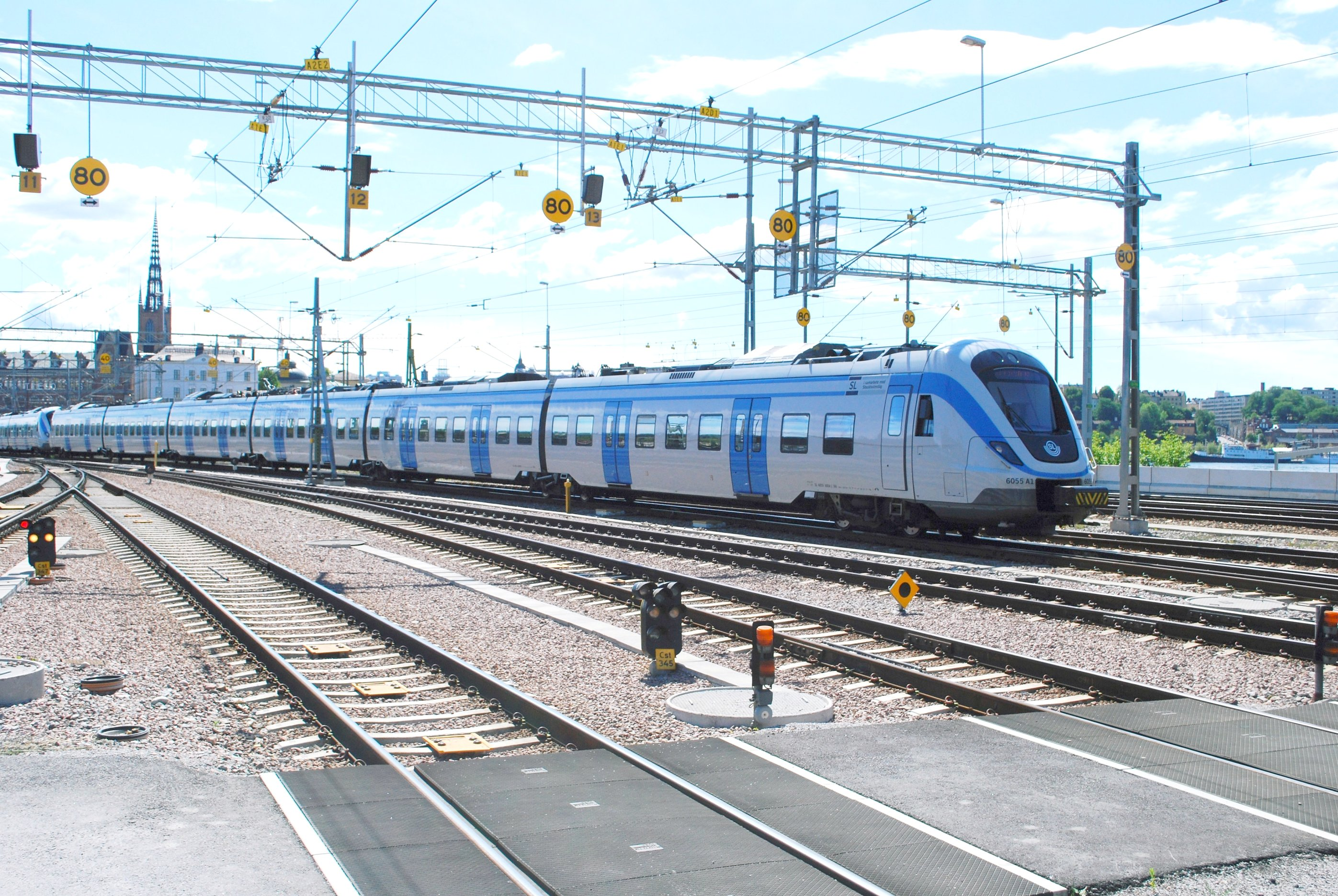
SL X60型

斯德哥尔摩通勤铁路目前僅有的列車為SL X60型電聯車，由阿爾斯通製造，屬於阿爾斯通科拉迪亞型列車。1990年代SL便計畫引入新列車取代X1列車，2002年SL訂購55組列車，列車在德國製造，每組列車由6節車廂組成，載客量904人，包括座位374人、站位530人，最高速度160km/h。2004年列車開始交付，2005年8月開始營運，可以2組重聯為12節編組列車使用，載客量1808人，並取代X1與租用的X420列車。
2006年SL決定再訂購16組列車。2012年再增購12組列車，因為與第一批列車存在差異，給予新編號X60A。2012年又訂購46組X60B，2016年開始交付並取代X10型電聯車，X60B座椅較少，但設備更現代化。目前SL擁有129組X60型電聯車，阿爾斯通在X60的基礎上製造X61、X62列車，在瑞典其他地區使用。